# Русалка (фільм)
«Русалка» — фільм Анни Мелікян 2007 року, фентезійна історія про дівчинку Алісу, яка володіє надлюдськими здібностями.
Російський номінант на премію «Оскар» за 2008 рік.
У Росії картина вийшла в прокат 6 грудня 2007 року.
Режисер фільму Анна Мелікян: «Я так побачила цей мегаполіс і самотність маленької людини у великому місті, яка спілкується більше не з самими людьми, а з плакатами, чи написами».
Зі слів деяких російських кінокритиків цей фільм є типовим представником нового напряму російського кінематографу, котрий «ґламурними засобами» бореться із гламурним засиллям в сучасному кінематографі. Інші розглядають його, як «саморефлексію дітей (не зважаючи на вік та наявність сивини на скронях) в пісочниці» про «соціальні стосунки» в тій же «пісочниці», при відсутності дорослих.

## Історія створення
Сценарій фільму був написаний спеціально для акторки Марії Шалаєвої.
Для зйомок фільму Анна Мелікян заснувала власну компанію «Магнум», а під час зйомок крім праці режисера їй прийшлося також виконувати і адміністративні функції.
Зйомки фільму були відкладені на півроку через відсутність коштів та перевищення первинної суми. Під час зйомок Анна Мелікян була вагітна, що створювало певні труднощі в її роботі.
Бюджет фільму, за словами режисера, становив близько 2 млн доларів, самою дорогою сценою стали зйомки стрибків героїв Марії Шалаєвої та Євгена Циганова з Кримського мосту, вони обійшлися в 30 тисяч доларів.

## Сюжет
Дівчинка Аліса живе з мамою та бабусею на березі моря і чекає, коли повернеться її тато (водолаз?). Аліса мріє стати балериною (не зважаючи на вік!), проте поступити в балетну школу у неї не виходить. Дівчинка помічає, що її мати приводить додому нових женихів, і в пориві гніву подпалює дім. Після сонячного затемнення дівчинка перестає розмовляти. Алісу віддають в школу для розумово відсталих дітей, де вона навчилася виконувати свої бажання (надлюдські здібності!), наприклад примушувати яблука опадати з яблуні. Після того, як ураган зруйнував будинок біля моря (до речі також викликаний Алісою!), Аліса з матір'ю та бабусею переїздить в Москву, продавши бабусині золоті прикраси (заховані в банці консервованих огірків!).
Дівчинка пробує поступити в університет, проте не проходить за конкурсом, пробує «виконати своє бажання» — хочу вчитися, і тут приходить повідомлення, що через загибель одного із прийнятих абітурієнтів вона приймається на його місце. Аліса влаштовується на роботу, суть якої полягає в тому, що вона повинна ходити по місту в костюмі мобільного телефону. Через оглядову сітку костюму вона спостерігає за життям столиці, розмовляє з містом мовою рекламних вивісок: «Все залежить від тебе», «Не бійся своїх бажань», «Йди за своєю зорею»… В Аліси з'являються своєрідні друзі — безнога дівчинка-жебрачка, сластолюбний однокурсник. Алісі виповнюється 18 років (виглядає на всі 12-ть).
Одного разу, стоячи на мосту Аліса помічає як з мосту стрибає якийсь молодик, дівчинка стрибає слідом за ним і рятує його. Вона розуміє, що закохалася в нього, і знову починає розмовляти. Молодика звали Сашою і він володар великої двоповерхової квартири, оскільки успішно продає ділянки на Місяці. Аліса формально влаштовується до нього в домробітниці, знайомиться з дівчиною Ритою, з якою Саша давно зустрічається. Аліса фарбує своє волосся в зелений колір, знімається в рекламному ролику в ролі «місячної діви». Під час чергової Сашиної депресії Аліса говорить йому, що ніколи не їла ананасів і вони відправляються в нічну подорож за фруктом, яка закінчуються зломом намету, потім гуляють в гру «розсміши мертв'яка».
Аліса бачить Риту та Сашу разом, кричить їм: «Обманщик, щоб ви здохли». Наступного дня Саша повинен відлітати на літаку, Аліса дзвонить йому і пробує під приводом «смерті бабусі» впросити його не летіти у відрядження. Через невелику автомобільну аварію Саша запізнюється в аеропорт, а потім узнає, що літак, на якому він повинен був летіти розбивається… Саша сидить в кафе і згадує про свою домопрацівницю, а його друзі попереджують, що він навіть паспорта її не бачив. В цей час Аліса біжить по місту, а на одному з переходів її насмерть збиває автомобіль. «Таке трапляється в мегаполісі» — говорить голос за кадром. Саша також біжить по місту, шукаючи Алісу, проте знаходить Риту, яка запитує: «Кого ти шукаєш?». Саша невпевнено відповідає: «Тебе»…

## У ролях
- Марія Шалаєва — Аліса
- Євген Циганов — Саша
- Марія Сокова — Мама
- Анастасія Донцова — Аліса в дитинстві
- Ірина Скриниченко — (Рита
- Вероніка Скугіна — Ізабелла, безнога жебрачка, тільки в режисерській версії
- Ігор Савочкін

## Нагороди
Фільм отримав наступні нагороди (результати на листопад 2008 року):
- головний приз 5-го міжнародного кінофестивалю «Золотий абрикос» в Єревані;
- премія за найкращу режисуру на фестивалі незалежного кіно в Санденсі (Парк-Сіті, Юта, США) — січень 2008;
- приз кінокритиків ФІПРЕССІ в програмі «Панорама» 58-го Берлінського кінофестивалю;
- премія Чеського телебачення «Незалежна відеокамера» на 43-му міжнародному кінофестивалі в Карлових Варах;
- на XII міжнародному кінофестивалі в Софії картина була визнана «Найкращим фільмом»;
- найкраща жіноча роль, приз від мера міста Сочі на Відкритому російському кінофестивалі «Кінотавр»;
- найкраща картина, на думку критиків та глядачів Міжнародного кінофестивалю в Паліче (Сербія)

## Відгуки критиків
Фільм назвали в пресі «російською Амелі», проте режисер не підтверджує цей зв'язок.
Серед загальних моментів відмічають «загальний настрій, всю образну систему картини, гаму кольорів, надлишкову увагу до деталей»
Алісу також порівнюють з головною героїнею фільму «Біжи, Лола, біжи».

## Касові збори
Під час показу в Україні, що розпочався 22 листопада 2007 року, протягом перших вихідних фільм демонстрували на 16 екранах, що дозволило йому зібрати $18,574 і посісти 8 місце в кінопрокаті того тижня. Загалом фільм в кінопрокаті України пробув 1 тиждень і зібрав $18,574, посівши 165 місце серед найбільш касових фільмів 2007 року.

## Рецензії в ЗМІ
- Роман Корнеев. Я рыба, я рыба [Архівовано 13 жовтня 2008 у Wayback Machine.] // Кинокадр 28 ноября 2007
- Станислав Ф. Ростоцкий. Бремя желаний. «Русалка» [Архівовано 4 грудня 2008 у Wayback Machine.] // Искусство кино № 8 за 2007 год
- Копцев Алексей. Взгляд на мир из телефонной трубки // SQD.ru 6 декабря 2007 года